# Mastodont
 For alternative betydninger, se Mastodont (flertydig). (Se også artikler, som begynder med Mastodont)
Mastodonterne var en slags elefantlignende snabeldyr med stødtænder i overkæben . Deres meget kraftige kindtænder var måske beregnet til knusning af vedplanter.
De havde en vis lighed med mammutter (Mammuthus), men var ikke nært beslægtede med dem[kilde mangler].

## Andet
Mastodont er dannet ud fra græsk μαστός, mastos, "brystvorte" + οδούς, odous, "tand", hvilket refererer til nogle karakteristiske udvækster på deres kindtænder.
Ordet mastodont bruges også i betydningen: "nogen eller noget der er meget stort og uhåndterligt", idet det da menes at være som en mastodont.